# Liriomyza alaskensis
Liriomyza alaskensis este o specie de muște din genul Liriomyza, familia Agromyzidae, descrisă de Spencer în anul 1969.
Este endemică în Alaska. Conform Catalogue of Life specia Liriomyza alaskensis nu are subspecii cunoscute.